# Каламид
Каламид е древногръцки скулптор, живял в Атина е средата на 5 век пр.н.е. По всяка вероятност е от Беотия. Изработвал е статуи от мрамор, бронз и от злато и слонова кост, като е изобразявал предимно богове, женски героически фигури и коне. За неговото изкуство може да се съди по дошли до наше време късни копия на негови творби като изработената за Танагра статуя на Хермес Криофорос. Според Павзаний (9.16.1), Каламид е изработил и статуята на Зевс Амон. Друга негова творба е статуята на Аполон Алексикакос, която стояла в Атина. Най-амбициозната му статуя е високата 30 лакътя статуя на Аполон направена за Аполония Понтийска, днешния Созопол (Плиний Стари 34.29, Страбон 7.319). Лукиан в диалога „Изображения“ включва Сосандра на Каламид в числото на най-добрите паметници на Акропола. Той отбелязва скромността ѝ и нейната спокойна усмивка.